# 线粒体分裂
线粒体分裂是线粒体增殖的过程，在真核细胞内持续进行并受到高度调控。线粒体它使得细胞内不同区域的线粒体明确分工，并分裂在线粒体分布方面有重要作用（对细胞分裂后保证线粒体传递到子细胞中尤为关键）。为了保证在细胞发生分裂后每个子细胞都能继承母细胞的线粒体，母细胞中的线粒体在一个细胞周期需要至少复制一次。即使是在不再分裂的细胞内，线粒体为了填补已老化的线粒体造成的空缺也需要进行分裂。线粒体以与细菌的无丝分裂类似的方式进行增殖，可细分为三种模式：
1. 间壁分离（见于部分动物和植物线粒体）：线粒体内线粒体内膜首先形成隔，随后线粒体外膜部分内陷，插入到隔的双层膜之间，将线粒体一分为二。
2. 收缩分离（见于蕨类植物和酵母菌线粒体）：线粒体中部先缢缩同时向两端不断拉长然后一分为二。
3. 出芽分离（见于藓类植物和酵母菌线粒体）：线粒体上先出现小芽，小芽脱落后成长、发育为成熟线粒体。

线粒体分裂与线粒体融合一般保持动态平衡，这种平衡对维持线粒体正常的形态、分布和功能十分重要。线粒体分裂异常会导致线粒体破碎，进而影响线粒体的功能。分裂活动异常的线粒体膜电位通常会降低，并最终经线粒体自噬作用清除。